# Balsa malana
Balsa malana là một loài bướm đêm trong họ Noctuidae.